# Giancarlo Gagliardi
Giancarlo Gagliardi (ur. 26 grudnia 1943 roku w Busto) – włoski kierowca wyścigowy.

## Kariera
Gagliardi rozpoczął karierę w międzynarodowych wyścigach samochodowych w 1968 roku od startów w wyścigach Formułą 3 E.R. Hall Trophy, XIX Coppa dell'Autodromo di MonzaSolituderennen, XV Gran Premio de Vila Real, oraz Formuła 3 Hessenpreis. W Solituderennen był siódmy, a w XV Gran Premio de Vila Real - dziewiąty. Wyścig Hessenpreis ukończył na jedenastej pozycji. W późniejszych latach Włoch pojawiał się także w stawce Francuskiej Formuły 3, I Trophée de France Formule 2, Europejskiej Formuły 2, 24-godzinnego wyścigu Le Mans, European Touring Car Championship oraz World Challenge for Endurance Drivers.
W Europejskiej Formule 2 Włoch startował w latach 1970-1972. Jednak nigdy nie zdobywał punktów.